# Rhophodon kempseyensis
Rhophodon kempseyensis é uma espécie de gastrópode  da família Charopidae.
É endémica da Austrália.